# Kahuzi-Biéga Nemzeti Park
A Kahuzi-Biéga Nemzeti Parkot a Kongói Demokratikus Köztársaság keleti részén jelölték ki. Fő természeti értékeként a hegyi gorillák (Gorilla beringei beringei) déli csoportjának fontos élőhelye. 1980-ban vették fel az UNESCO világörökség listájára. 1997-ben a ruandai polgárháború miatt felkerült a Különösen Veszélyeztetett Természeti Kincsek Vörös Listájára.
Nevét két kihűlt tűzhányóról, a Kahuziról  (3308 m) és a Biégáról (2790 m) kapta. Jelentős magaslat még a Bugulumiza-csúcs.

## Földrajzi helyzete
A Dél-Kivu tartományban fekvő Bukavu városától 50 km-rel nyugatra fekszik, a Kivu-tó nyugati partjához és Ruanda határához közel. 6000 km²-es területén Dél-Kivu és Maniema tartomány osztozik.

## Éghajlata
Az évi átlagos csapadékmennyiség kb. 1800 mm (jelentős változékonysággal), a szokásos relatív páratartalom 50–80 %.

## Élővilága

### Növényzete
Területének nagy részét elsődleges trópusi esőerdő borítja. Ennek vertikális zonalitása igen hasonlít a Rwenzori-hegység alsó szintjeiéhez (a bambusz-zóna tetejéig és a fenyérig). A fenyér domináns növényei itt a hangafélék (Erica spp.), az óriás aggófűfajok (Senecio spp.) és a lobéliák (Lobelia spp.) Viszonylag sok a mocsaras rész.

### Állatvilága
Állatvilága  változatos és bőséges. A hegyi gorilla mellett különleges érték a keleti síkvidéki gorilla (Gorilla beringei graueri) egyik utolsó, mintegy 250 egyedből álló csoportja is a 2100 és 2400 m mögött kialakult magashegyi erdőkben. További természetvédelmileg jelentős emlősök:
- csimpánz,

- északi gereza,

- vörös kacskakezű majom,

- afrikai elefánt,

- bóbitás antilop

és sok más atilopfaj, továbbá óriás vaddisznók, bivalyok, cibetmacskafélék, patkós denevérek és rovarevő cickányok.
Az itt élő erdei elefántok kisebbek a szavannán élő társaiknál, és azoknál kisebb csoportokban élnek.
A hüllők közül említendő a háromszarvú kaméleon (Trioceros jacksonii).

## Története
A park a ritka hegyi gorilla (Gorilla beringei beringei) egyik utolsó menedékhelye. Dian Fossey, Louis Leakey pártfogoltjaként itt kezdte tanulmányozni a gorillákat, mielőtt átköltözött volna Ruandába. Az 1990-es években kirobban ruandai polgárháború előtt mintegy 600 gorilla élt itt, de harcok erre a területre is is átterjedtek. Általánossá vált a fosztogatás, az erdőégetés és az orvvadászat. A háború alatt gorillák száma 200–300 közé csökkent, majd az évezred végéig tovább csökkent. Egy 2005-ös becslés szerint a parkban 1990-ben összeszámlált 300 gorillának akár 60 %-a is elpusztulhatott. Emiatt a parkot  1997-ben felvették a veszélyeztetett világörökségi helyszínek listájára.  
A park irányító testülete: l'Institut Congolais pour la Conservation de la Nature (ICCN)

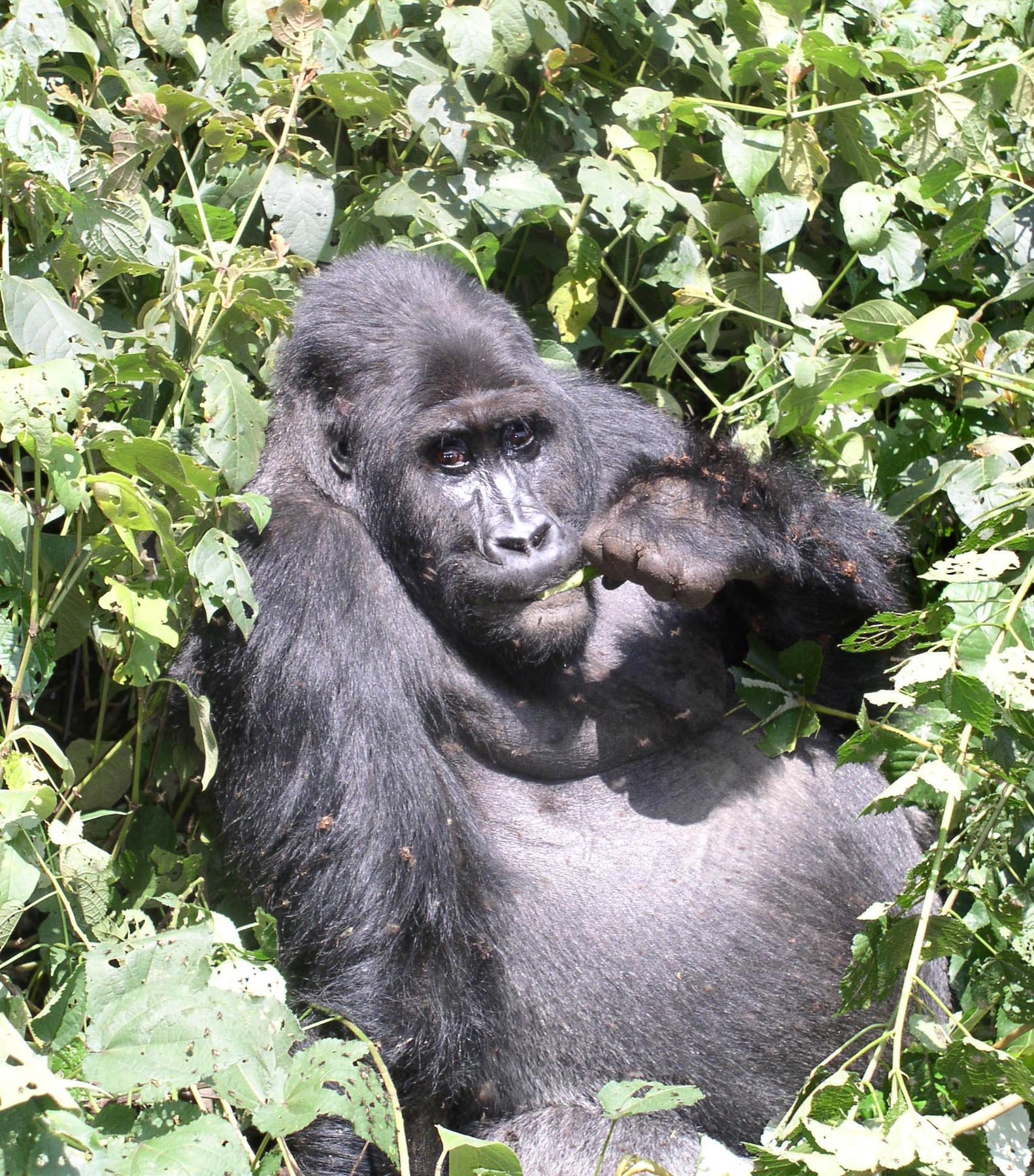
Hegyi gorilla a Kahuzi-Biéga Nemzeti Parkban

2015-re a nemzetközi környezetvédő szervezetek, a kongói fegyveres erők és az UNESCO együttes erőfeszítéseinek eredményeként a park biztonsági helyzete annyit javult, hogy már újra látogathatják a turisták. A Ruandai Demokratikus Felszabadító Front (FDLR) kivonta erőit a park területéről, néhány kisebb helyi csoport megadta magát, több illegális külfejtést bezártak, az élővilág apránként regenerálódik.